# Бурлаков, Виктор Дмитриевич
Ви́ктор Дми́триевич Бурлако́в (22 сентября 1927, деревня Лайсола, Марийская автономная область — 21 сентября 2010, Йошкар-Ола, РСФСР, СССР) — марийский советский и российский театральный актёр, народный артист РСФСР.

## Биография
Виктор Дмитриевич Бурлаков родился 22 сентября 1927 года в деревне Лайсола (ныне Кужмаринское сельское поселение, Советский район, Республика Марий Эл) в крестьянской семье. В 1937 году его отец был репрессирован. Окончил Кужмаринскую неполную среднюю школу. В 1945—1947 годах учился в театральной студии при Музыкальном училище им. И. С. Палантая.
С сентября 1947 года играл в Марийском государственном драматическом театре. За почти полвека работы в театре сыграл около двухсот ролей. Первыми учителями стали режиссёры С. Савельев и А. Велижев.
В 1949—1953 годах работал воспитателем спецРУ № 1 и проходил срочную службу на Военно-морском флоте, затем вернулся в театр.
Отличался хорошими вокальными данными, природной пластичностью и знанием законов народного театра, профессионально владел многими народными инструментами (гармонь, волынка, барабан). Создал множество образов современников, простых людей, нередко становился соавтором драматурга, углубляя и раздвигая пространство роли. Со временем перешёл на возрастные роли. В созданных им образах стариков чувствовались глубокое знание жизни, традиционной культуры, этики марийского народа, любовь и уважение к ним.
Несколько лет возглавлял Марийское отделение Всероссийского театрального общества. Избирался депутатом Йошкар-Олинского городского Совета депутатов трудящихся XII созыва. В разные годы был членом Йошкар-Олинского горкома партии, Президиума областного комитета профсоюза работников культуры.
После выхода на пенсию работал артистом Марийской государственной филармонии, методистом и режиссёром Республиканского научно-методического центра, продолжал играть в родном театре.
Умер 21 сентября 2010 года в Йошкар-Оле.

## Награды и премии
- Заслуженный артист Марийской АССР (1960).
- Народный артист Марийской АССР (1969).
- Заслуженный артист РСФСР (6.04.1978).
- Народный артист РСФСР (2.09.1985).
- Медаль ордена «За заслуги перед Отечеством» II степени (17.03.2003)[2].
- Почётные грамоты Президиума Верховного Совета Марийской АССР, Министерств культуры РСФСР и Марийской АССР.

## Работы в театре
- 1946 — «Снегурочка» А. Островского — Бакула
- 1947 — «Молодая гвардия» А. Фадеева — Радик Юркин
- 1949 — «Муть прошлого» М. Шкетана — Опой
- 1953 — «Новая песня» Н. Арбана — Ваня Исаев
- 1954 — «Черный Волк» Н. Арбана — Когой
- 1955 — «Поддубенские частушки» С. Антонова — Гриша
- 1956 — «Тени минувшего» Н. Арбана — Ольош
- 1956 — «Акпатыр» С. Чавайна — Тойблат
- 1956 — «Летняя ночь» Н. Арбана — Саню
- 1958 — «Сват и сваха» Н. Арбана — Вадим
- 1959 — «Майская ночь» Н. Гоголя — Левко
- 1962 — «Свадебные блины» А. Волкова — Селифон
- 1963 — «Два веронца» В. Шекспира — Снид
- 1965 — «Шумит Днепро» Д. Суптеля — Роман
- 1966 — «Женихи» А. Волкова — Ондри
- 1968 — «Белый цветок» Н. Арбана — Панчушкин
- 1972 — «Летняя ночь» Н. Арбана — Кум Марк
- 1973 — «Соперницы» А. Волкова — Ортюшка
- «Салика» С. Николаева — Чопай, Сармаев, Терей и Ози Кузи
- «Эх, родители!..» М. Шкетана — Сану, Арпик, староста и урядник
- 1974 — «Когда поют петухи» З. Ярдыковой, Г. Сидорова — Таила
- 1975 — «Мамаша Кураж и её дети» Б. Брехта — Фельдфебель
- 1977 — «Грозовое зарево» К. Коршунова — Ямбатр
- 1980 — «Дикий мёд» М. Рыбакова — Ялпай
- 1984 — «Король Лир» В. Шекспира — граф Глостер
- 1987 — «Печка на колесе» Н. Семеновой — дед Сапан
- 1989 — «Летняя ночь» Н. Арбана (Музыкальный театр Марийской АССР) — кум Марк
- 1995 — «Плутни Скапена» Мольера — Аргант

## Память
25 сентября 2012 года в Йошкар-Оле на доме № 7 по ул. Вашской, где жил артист, была открыта мемориальная доска. Надпись на ней гласит: «В этом доме с 1982 по 1996 год жил народный артист РСФСР, народный артист Марийской АССР Виктор Дмитриевич Бурлаков».